# Azzurra Volley San Casciano 2021-2022
Questa voce raccoglie le informazioni riguardanti l'Azzurra Volley San Casciano nelle competizioni ufficiali della stagione 2021-2022.

## Stagione
Nella stagione 2021-22 l'Azzurra Volley San Casciano assume la denominazione sponsorizzata de Il Bisonte Firenze.
Partecipa per l'ottava volta alla Serie A1; chiude la regular season di campionato all'ottavo posto in classifica, qualificandosi per i play-off scudetto, dove viene eliminata nei quarti di finale dall'Imoco.
Grazie al settimo posto nella classifica avulsa determinata in base alle partite di campionato disputate fino alla data del 24 dicembre 2021, il San Casciano si qualifica per la Coppa Italia, uscendo ai quarti di finale a seguito della sconfitta contro l'AGIL.

## Organigramma societario
Area direttiva
- Presidente: Elio Sità

Area tecnica
- Allenatore: Massimo Bellano
- Allenatore in seconda: Marcello Cervellin
- Assistente allenatore: Francesco Onori
- Scout man: Lorenzo Librio

Area sanitaria
- Preparatore atletico: Nadia Centoni

## Rosa
| N° | Nome               | Ruolo | Data di nascita  | Nazionalità sportiva |
| -- | ------------------ | ----- | ---------------- | -------------------- |
| 1  | Indre Sorokaite    | O     | 2 luglio 1988    | Italia               |
| 2  | Amandha Sylves     | C     | 29 dicembre 2000 | Francia              |
| 3  | Carlotta Cambi     | P     | 28 maggio 1996   | Italia               |
| 5  | Francesca Bonciani | P     | 25 maggio 1992   | Italia               |
| 7  | Celine Van Gestel  | S     | 7 novembre 1997  | Belgio               |
| 9  | Sara Panetoni      | L     | 6 maggio 2000    | Italia               |
| 10 | Jolien Knollema    | S     | 5 gennaio 2003   | Paesi Bassi          |
| 11 | Yvon Beliën        | C     | 28 dicembre 1993 | Paesi Bassi          |
| 12 | Terry Enweonwu     | S     | 12 maggio 2000   | Italia               |
| 13 | Emma Graziani      | C     | 16 agosto 2002   | Italia               |
| 14 | Maddalena Golfieri | L     | 9 maggio 2004    | Italia               |
| 15 | Sylvia Nwakalor    | O     | 12 agosto 1999   | Italia               |
| 17 | Bianca Lapini      | S     | 13 luglio 2002   | Italia               |
| 19 | Astou Diagne       | C     | 2 aprile 2001    | Italia               |

## Mercato
| Acquisti | Acquisti           | Acquisti         | Acquisti   |
| R.       | Nome               | da               | Modalità   |
| -------- | ------------------ | ---------------- | ---------- |
| P        | Francesca Bonciani | Casalmaggiore    | definitivo |
| C        | Astou Diagne       | 2.0              | definitivo |
| C        | Emma Graziani      | Club Italia      | definitivo |
| S        | Jolien Knollema    | Eurosped         | definitivo |
| O        | Indre Sorokaite    | Toyota Queenseis | definitivo |
| C        | Amandha Sylves     | Nantes           | definitivo |

| Cessioni | Cessioni          | Cessioni              | Cessioni   |
| R.       | Nome              | a                     | Modalità   |
| -------- | ----------------- | --------------------- | ---------- |
| C        | Nausica Acciarri  | Club Italia           | definitivo |
| C        | Sara Alberti      | Savino Del Bene       | definitivo |
| S        | Anastasia Guerra  | Wealth Planet Perugia | definitivo |
| P        | Naoko Hashimoto   | -                     | ritirata   |
| C        | Fatim Kone        | -                     | ritirata   |
| S        | Rebecka Lazić     | Nantes                | definitivo |
| C        | Alicia Ogoms      | Bergamo 1991          | definitivo |
| O        | Indre Sorokaite   | Savino Del Bene       | definitivo |
| L        | Maila Venturi     | Roma Club             | definitivo |
| S        | Arianna Vittorini | ?                     | definitivo |

## Risultati

### Serie A1

#### Girone di andata
| 1ª giornata - 10 ottobre 2021 PalaTerdoppio, Novara          | AGIL                  | 3 - 0 | San Casciano    | 25-22, 25-22, 25-19               |
| 2ª giornata - 17 ottobre 2021 PalaEvangelisti, Perugia       | Wealth Planet Perugia | 1 - 3 | San Casciano    | 26-24, 21-25, 21-25, 23-25        |
| 3ª giornata - 20 ottobre 2021 PalaWanny, Firenze             | San Casciano          | 3 - 1 | Trentino Rosa   | 25-13, 17-25, 25-16, 25-19        |
| 4ª giornata - 23 ottobre 2021 PalaWanny, Firenze             | San Casciano          | 3 - 1 | Cuneo Granda    | 23-25, 25-16, 25-23, 25-18        |
| 5ª giornata - 1º novembre 2021 Palazzo dello Sport, Roma     | Roma Club             | 3 - 1 | San Casciano    | 19-25, 25-23, 25-20, 25-17        |
| 6ª giornata - 6 novembre 2021 PalaWanny, Firenze             | San Casciano          | 3 - 0 | Casalmaggiore   | 25-17, 25-18, 27-25               |
| 7ª giornata - 14 novembre 2021 PalaPiantanida, Busto Arsizio | UYBA                  | 3 - 0 | San Casciano    | 25-21, 25-20, 25-20               |
| 8ª giornata - 21 novembre 2021 PalaWanny, Firenze            | San Casciano          | 3 - 2 | Megavolley      | 15-25, 21-25, 25-13, 26-24, 15-11 |
| 9ª giornata - 28 novembre 2021 PalaMaddalene, Chieri         | Chieri '76            | 3 - 2 | San Casciano    | 25-19, 25-21, 19-25, 23-25, 15-8  |
| 10ª giornata - 5 dicembre 2021 Palazzetto dello Sport, Monza | Pro Victoria          | 3 - 0 | San Casciano    | 25-18, 25-22, 25-17               |
| 11ª giornata - 20 marzo 2022 PalaWanny, Firenze              | San Casciano          | 1 - 3 | Imoco           | 25-19, 19-25, 21-25, 16-25        |
| 12ª giornata - 9 marzo 2022 Palazzetto dello sport, Bergamo  | Bergamo 1991          | 3 - 2 | San Casciano    | 26-24, 25-20, 27-29, 19-25, 16-14 |
| 13ª giornata - 16 febbraio 2022 PalaWanny, Firenze           | San Casciano          | 1 - 3 | Savino Del Bene | 17-25, 25-20, 17-25, 27-29        |

#### Girone di ritorno
| 14ª giornata - 24 febbraio 2022 PalaWanny, Firenze             | San Casciano    | 1 - 3 | AGIL                  | 19-25, 25-27, 31-29, 22-25        |
| 15ª giornata - 23 marzo 2022 PalaWanny, Firenze                | San Casciano    | 3 - 0 | Wealth Planet Perugia | 26-24, 25-23, 25-18               |
| 16ª giornata - 22 gennaio 2022 PalaSanbapolis, Trento          | Trentino Rosa   | 1 - 3 | San Casciano          | 16-25, 27-29, 25-11, 22-25        |
| 17ª giornata - 29 gennaio 2022 PalaCastagnaretta, Cuneo        | Cuneo Granda    | 3 - 0 | San Casciano          | 31-29, 25-13, 26-24               |
| 18ª giornata - 5 febbraio 2022 PalaWanny, Firenze              | San Casciano    | 2 - 3 | Roma Club             | 25-20, 22-25, 25-21, 21-25, 12-15 |
| 19ª giornata - 12 febbraio 2022 PalaRadi, Cremona              | Casalmaggiore   | 2 - 3 | San Casciano          | 26-24, 25-22, 20-25, 17-25, 10-15 |
| 20ª giornata - 20 febbraio 2022 PalaWanny, Firenze             | San Casciano    | 1 - 3 | UYBA                  | 21-25, 25-19, 18-25, 24-26        |
| 21ª giornata - 27 febbraio 2022 PalaCarneroli, Urbino          | Megavolley      | 1 - 3 | San Casciano          | 25-23, 26-28, 22-25, 13-25        |
| 22ª giornata - 6 marzo 2022 PalaWanny, Firenze                 | San Casciano    | 3 - 1 | Chieri '76            | 25-23, 25-18, 19-25, 25-22        |
| 23ª giornata - 13 marzo 2022 PalaWanny, Firenze                | San Casciano    | 3 - 2 | Pro Victoria          | 26-24, 15-25, 25-22, 23-25, 16-14 |
| 24ª giornata - 1º dicembre 2021 PalaVerde, Villorba            | Imoco           | 2 - 3 | San Casciano          | 22-25, 30-28, 25-16, 25-27, 12-15 |
| 25ª giornata - 27 marzo 2022 PalaWanny, Firenze                | San Casciano    | 3 - 1 | Bergamo 1991          | 23-25, 31-29, 25-20, 25-23        |
| 26ª giornata - 2 aprile 2022 Palazzetto dello Sport, Scandicci | Savino Del Bene | 3 - 1 | San Casciano          | 25-20, 23-25, 25-19, 25-20        |

#### Play-off scudetto
| Quarti di finale (gara 1) - 9 aprile 2022 PalaVerde, Villorba | Imoco        | 3 - 1 | San Casciano | 22-25, 25-21, 25-21, 25-11 |
| Quarti di finale (gara 2) - 13 aprile 2022 PalaWanny, Firenze | San Casciano | 0 - 3 | Imoco        | 17-25, 22-25, 23-25        |

### Coppa Italia
| Quarti di finale - 30 dicembre 2021 PalaTerdoppio, Novara | AGIL | 3 - 1 | San Casciano | 25-21, 25-6, 19-25, 25-18 |

## Statistiche

### Statistiche di squadra
| Competizione | Punti | In casa | In casa | In casa | In trasferta | In trasferta | In trasferta | Totale | Totale | Totale |
| Competizione | Punti | G       | V       | P       | G            | V            | P            | G      | V      | P      |
| ------------ | ----- | ------- | ------- | ------- | ------------ | ------------ | ------------ | ------ | ------ | ------ |
| Serie A1     | 38    | 14      | 8       | 6       | 14           | 5            | 9            | 28     | 13     | 15     |
| Coppa Italia | -     | 0       | 0       | 0       | 1            | 0            | 1            | 1      | 0      | 1      |
| Totale       | -     | 14      | 8       | 6       | 15           | 5            | 10           | 29     | 13     | 16     |

G = partite giocate; V = partite vinte; P = partite perse

### Statistiche dei giocatori
| Giocatore     | Serie A1 | Serie A1 | Serie A1 | Serie A1 | Serie A1 | Coppa Italia | Coppa Italia | Coppa Italia | Coppa Italia | Coppa Italia | Totale | Totale | Totale | Totale | Totale |
| Giocatore     | P        | PT       | AV       | MV       | BV       | P            | PT           | AV           | MV           | BV           | P      | PT     | AV     | MV     | BV     |
| ------------- | -------- | -------- | -------- | -------- | -------- | ------------ | ------------ | ------------ | ------------ | ------------ | ------ | ------ | ------ | ------ | ------ |
| Y. Beliën     | 28       | 282      | 202      | 65       | 15       | 1            | 9            | 7            | 2            | 0            | 29     | 291    | 209    | 67     | 15     |
| F. Bonciani   | 22       | 2        | 0        | 0        | 2        | 1            | 0            | 0            | 0            | 0            | 23     | 2      | 0      | 0      | 2      |
| C. Cambi      | 28       | 85       | 48       | 22       | 15       | 1            | 1            | 1            | 0            | 0            | 29     | 86     | 49     | 22     | 15     |
| T. Enweonwu   | 27       | 207      | 177      | 14       | 16       | 1            | 6            | 5            | 1            | 0            | 28     | 213    | 182    | 15     | 16     |
| M. Golfieri   | 1        | 0        | 0        | 0        | 0        | 0            | 0            | 0            | 0            | 0            | 1      | 0      | 0      | 0      | 0      |
| E. Graziani   | 20       | 96       | 69       | 24       | 3        | 0            | 0            | 0            | 0            | 0            | 20     | 96     | 69     | 24     | 3      |
| J. Knollema   | 20       | 59       | 47       | 8        | 4        | 1            | 9            | 8            | 1            | 0            | 21     | 68     | 55     | 9      | 4      |
| B. Lapini     | 18       | 4        | 1        | 0        | 3        | 1            | 1            | 1            | 0            | 0            | 19     | 5      | 2      | 0      | 3      |
| S. Nwakalor   | 28       | 553      | 499      | 48       | 6        | -            | -            | -            | -            | -            | 28     | 553    | 499    | 48     | 6      |
| S. Panetoni   | 28       | 0        | 0        | 0        | 0        | -            | -            | -            | -            | -            | 28     | 0      | 0      | 0      | 0      |
| I. Sorokaite  | 11       | 138      | 117      | 11       | 10       | 1            | 12           | 11           | 1            | 0            | 12     | 150    | 128    | 12     | 10     |
| A. Sylves     | 28       | 180      | 116      | 44       | 20       | 1            | 13           | 5            | 6            | 2            | 29     | 193    | 121    | 50     | 22     |
| C. Van Gestel | 27       | 282      | 249      | 21       | 12       | 1            | 0            | 0            | 0            | 0            | 28     | 282    | 249    | 21     | 12     |
| A. Diagne     | 0        | 0        | 0        | 0        | 0        | 0            | 0            | 0            | 0            | 0            | 0      | 0      | 0      | 0      | 0      |

P = presenze; PT = punti totali; AV = attacchi vincenti; MV = muri vincenti; BV = battute vincenti